# 回数乗車券
回数乗車券（かいすうじょうしゃけん）とは、交通機関が一定の期間内に、一定の区間を複数回利用する旅客に対し、任意の割引率をもって発行する乗車券や金券の一種。一般には回数券（かいすうけん）と呼ばれる。心理的に回数券を購入すると利用する回数が増えるという特性も持ち合わせているため多くのビジネスモデルで採用されている。
なお、交通機関以外のものについては回数券を参照。

## 日本の回数乗車券

### 鉄道
一般的な普通回数券は、11枚綴りのものが普通運賃の10倍の値段で販売されるが、事業者によっては枚数や発売額が異なる場合がある。普通回数券のほか、利用日や利用時間帯が限られる代わりに割引率の高い「時差回数券」・「土休日回数券」と呼ばれる回数券なども存在する。
利用区間が指定されている回数券と、社局線内のどの駅からも乗車することができる区間運賃額面式の回数券がある（後述）。
回数券は一定区間を複数回利用する乗客のために割引をしている乗車券であるが、複数人が利用しても問題はなく、複数人で同区間を利用する場合の割引運賃としても利用できる。このことから、金券ショップでは普通運賃よりも安い値段でバラ売りにしたものが主力商品の一つとして販売されてきた。また、店舗だけでなく京阪神圏を中心に自動販売機も存在した。
だが、事業者にとっては、特に金券ショップで回数券が販売されることで収益機会が奪われること、回数券の発行による用紙や自動改札の保守コストが嵩むこと、更には回数券の保持状態不良が原因で自動改札機の券づまりが多発したことなどを問題視するようになり、またコロナ禍により多くの事業者が収益低下で赤字決算を余儀なくされたことで、収益改善のために、回数券廃止と引き換えにプレミア付きの乗車カードを発売したり（Osaka Metroなど）、ICカードの複数回利用による割引システムの導入に伴い回数券の発売を終了する例が増加している。例えば、東日本旅客鉄道（JR東日本）では同社が提供するポイントサービス「JRE POINT」会員が事前に登録したSuicaで1ヶ月に10回以上同一運賃をSFで利用した場合、利用した金額の10%相当をJRE POINTで還元するサービスを2021年3月1日から開始しているが、これも既存の回数乗車券のサービスを踏襲したものである。しかし、ICカード乗車券サービス未導入区間も含めて一斉に回数乗車券のサービスを廃止したことに加え、自社で導入しているICカード以外は相互利用が可能なカードでも割引システムの対象外となっていること、予め会員登録を行わないとサービスを受けられないこと、乗車回数のカウント期間が回数乗車券の有効期間より短いことなどから回数乗車券より不利な部分もみられる。

#### JR旅客各社における回数乗車券

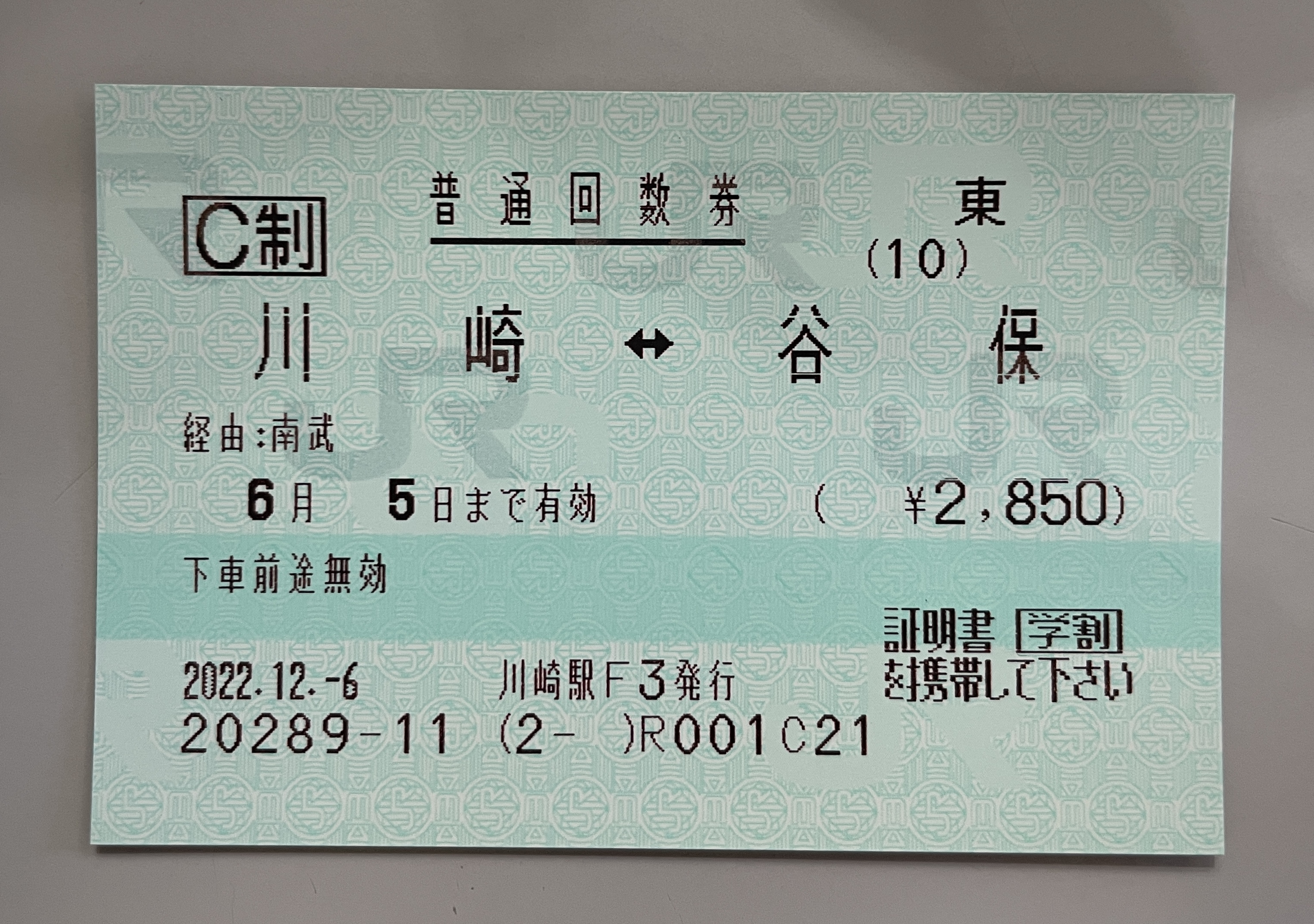
通学用回数券（通信制高等学校用）の例。

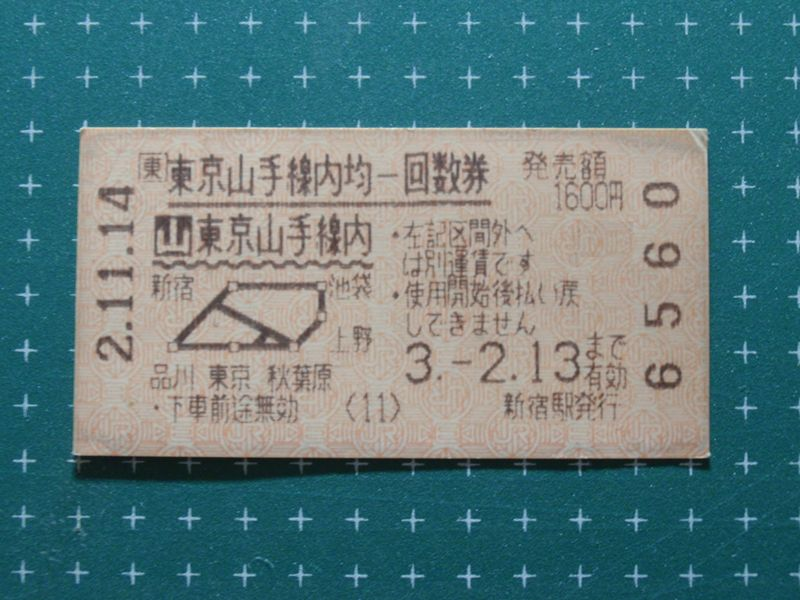
東京山手線内均一回数券（券売機にて発行）

JRグループにおいては、以下のものが発売されている。なお旅客営業規則においては「普通回数乗車券」のみが規定されている（本節第3項までが該当）。

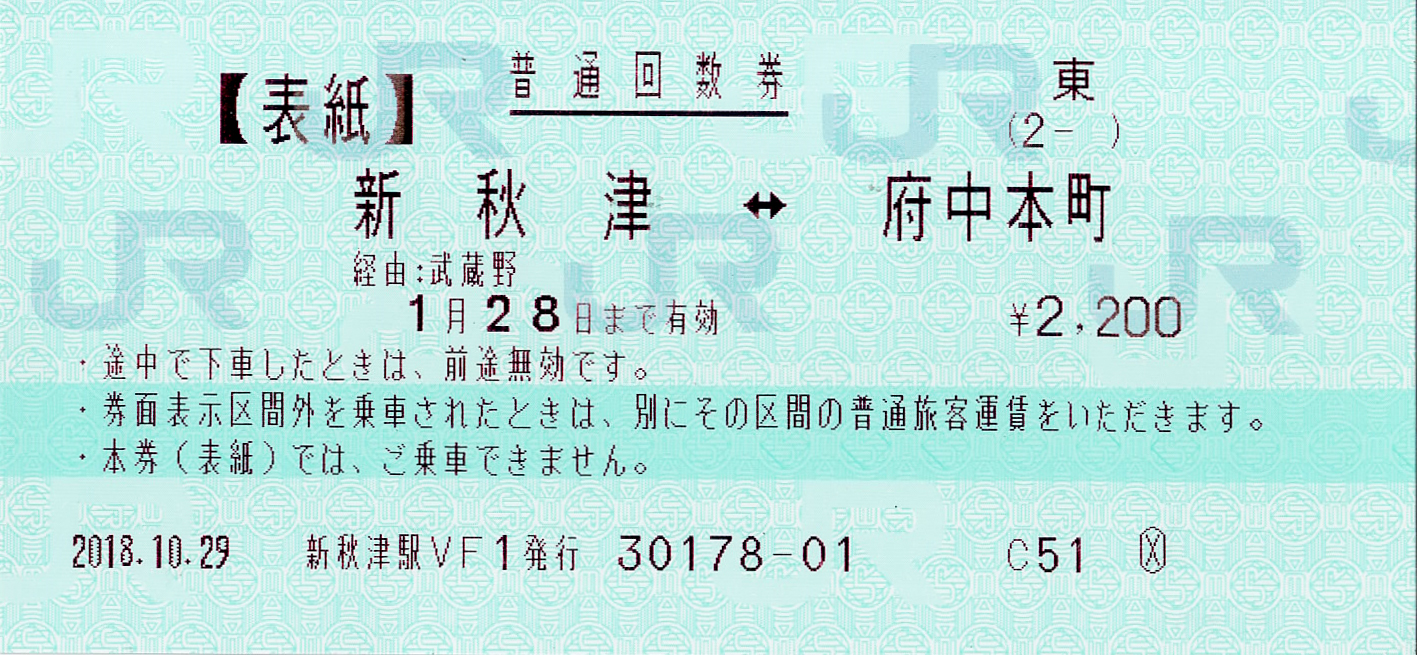
東日本旅客鉄道（JR東日本） 新秋津駅↔府中本町駅間 回数券表紙
あくまでも表紙であり、乗車券としての効力はない。

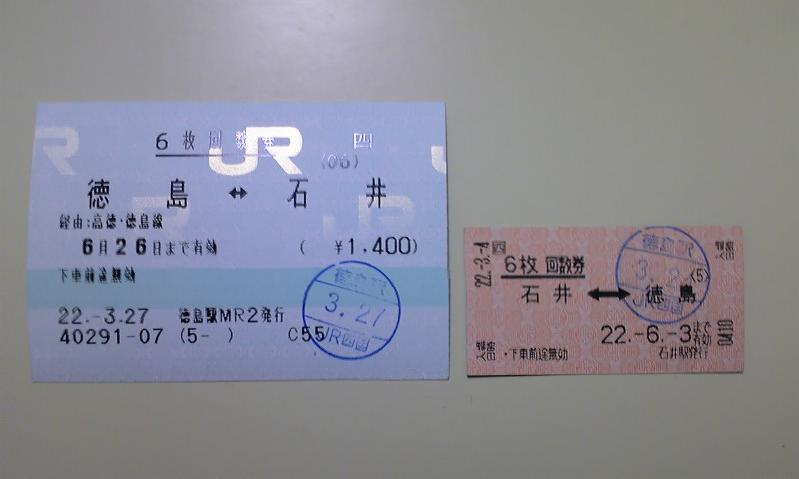
6枚回数券（JR四国）
左:みどりの窓口（マルス端末）にて発行。
右:券売機にて発行。
一般の回数券でも同様

普通回数乗車券（発行終了）
原則として営業キロ200km以下で（駅長の承認がある場合は201km - 300kmも）山陽新幹線新下関駅 - 博多駅間を含まない任意の区間および宮島航路で発行する。11枚綴りで同じ区間の片道分の普通乗車券の10倍の額で発売する。普通列車の普通車にのみ有効。ただし、急行料金を支払えば、急行列車の利用は可能であり、これは特急列車・新幹線列車についても同様である。JR（国鉄）常備券式（発行時日付スタンプを押す）は、11番目の券片のみ案内書きがある分大きい。最近は近距離用の自動券売機やマルスでの発行が一般的で、それぞれの機器で発行する乗車券と同じサイズの券が発券される（右の画像参照）。JR東日本では2016年頃から近距離用券売機での発売をほぼ取りやめ、指定席券売機またはみどりの窓口での発売に移行した。有効期間は3ヶ月。京阪神地区の民鉄と競合している一部区間については、普通乗車券の9倍の額で11枚綴りを発売している。
なお、JR九州完結となる区間の普通回数乗車券は2021年6月30日（下関駅発着については同年9月30日）をもって、JR東日本完結、JR東海完結、JR西日本完結、JR四国完結となる区間、及びJR東日本とJR東海またはJR西日本にまたがる区間、JR東海とJR西日本にまたがる区間、JR西日本とJR四国またはJR九州にまたがる区間の普通回数乗車券の発売は2022年9月30日（JR西日本のICOCA利用可能エリアの駅相互間については2021年9月30日）をもって、JR北海道完結となる区間、及びJR北海道とJR東日本にまたがる区間の普通回数乗車券の発売は2022年11月30日をもって終了した。
身体障害者・知的障害者用割引普通回数乗車券
普通回数乗車券と発行内容は同様であるが、対象が身体障害または知的障害の第1種障害者並びにその介護者であるため、金額は普通回数乗車券より5割引である。社会政策的な位置付けや乗車ポイントによる還元などが困難である事情から、普通回数乗車券の発売を終了するJR各社でも本回数券については当面発売を継続する。
通学用割引普通回数乗車券
普通回数乗車券と発行内容は同様であるが、対象が放送大学および通信制学校への通学生に発売される（要証明書）。金額は放送大学生については普通回数乗車券より2割引、通信制学校については5割引である。また、有効期限が3カ月から6カ月に延長されるのも特徴である。社会政策的な位置付けや乗車ポイントによる還元などが困難である事情から、普通回数乗車券の発売を終了するJR各社でも本回数券については当面発売を継続する。
運賃の計算方法 (通学用の場合)
普通回数券同様、大人運賃(片道)を10倍した額で11枚綴りである。そこからさらに2割引き（放送大学）又は5割引き（通信制学校）になる。
私鉄などでも、旅客営業規則等において発売する旨が記載された事業者（西武鉄道など）は発売している。

ミニ回数券（JR九州）、6枚回数券（JR四国）
それぞれ九州内、四国内のみの普通回数券で、6枚つづりである。発売額は片道運賃の6倍から1割引（10円未満の端数切捨て）。普通回数乗車券と同様に特急券を購入した場合特急に乗車できる。有効期間は1か月（JR九州）、3か月（JR四国）。JR九州のミニ回数券は2016年1月31日をもって発売終了。

特別企画乗車券（トクトクきっぷ）に含まれる回数券
利用促進を目的に「特別企画乗車券」（トクトクきっぷ）として発売される回数券も存在する。発売や利用の条件は旅客営業規則の普通回数乗車券に関する条項ではなく、商品ごとに個別に定められる。
特急列車利用の回数券
「新幹線回数券」など特急券と乗車券が一体になった回数券と、特急券のみの回数券がある。特急券のみの回数券は併用する乗車券が定期券など制限がつく場合が多いが、つかない場合もある。前者は「特急回数券」、後者は「回数特急券」又は「特急料金回数券」という名称が多い。
利用日時を制限した回数券
後述の私鉄などと異なり、JRで発売していた普通回数乗車券は使用日時を制限していなかったが、JR西日本では昼間特割きっぷ（2018年9月で廃止）を発売していた。
過去には以下の回数乗車券も発行されていた。
グリーン回数乗車券（発行終了）
営業キロ200km以下で、全区間普通列車のグリーン車を利用できる任意の区間で発行した。6枚綴りで、販売額は発行区間の片道分の普通乗車券と普通列車グリーン券の金額を合算し6倍した額から、1割を差し引いて、100円未満の端数を切り捨てた額だった。旅客営業規則で定められた「特別車両普通回数乗車券」であった。最終的にはJR東日本管内で発行されていたが、2004年10月15日付で発行を終了した。
東京山手線内均一回数券・東京都区内均一回数券（発行終了）
「東京山手線内均一回数券」は、東京山手線内（山手線と東海道本線東京 - 品川間、東北本線東京 - 田端間、中央本線神田 - 代々木間、総武本線御茶ノ水 - 秋葉原間）に限り利用できた普通回数券で、11枚綴り1600円で販売されていた。また「東京都区内均一回数券」は有効区間を東京都区内に拡大したもので、11枚綴り2900円で販売されていた。どちらも予め区間を決めて購入するものではなく、それぞれのゾーン内ならどの区間でも有効で、しかも一般の普通回数券より安価な区間が多かったが、2000年1月31日付で発行を終了した。なお、この回数券の歴史は古く、1961年にはすでに日本交通公社（現・JTBパブリッシング）発行の時刻表に記載されていた。

#### 私鉄・公営交通・第三セクターにおける回数乗車券
私鉄などJRグループ以外の鉄道事業者の中では、普通回数券として普通運賃10倍の発売額で11枚つづりの回数券や、一畑電車のような金券式の回数券を発売している。そのほか、利用できる日や時間を限定して割引率を変更する回数券がある。たとえば時差回数券は、平日の10時から16時までと土休日の終日有効で、事業者によっては土休日は利用できない場合もある。さらに土曜休日回数券（土曜日・日曜日・祝日と年末年始は終日利用できる。事業者によってはお盆に土曜休日ダイヤで運転される日を含む）といった、普通券・時差回数券より割引率の高い回数券もある。また、弘南鉄道やゆりかもめ（いずれも普通運賃の10倍で12枚綴り）、伊豆急行や東葉高速鉄道（日中・土休日券）（普通運賃の10倍で13枚綴り）などのように、割引率の高い事業者も存在する。また、青い森鉄道では、苫米地・北高岩両駅からJR八戸線本八戸駅まで、6枚綴りで3か月有効の『連絡ミニ回数券』を発売しているほか、しなの鉄道でもJRとの連絡回数券「千曲川切符」を発売している。小田急電鉄では2020年4月から従来の回数券に代わり、「小田急チケット10」と称した10枚綴の企画回数券(130円区間で従来は11枚・12枚・14枚で1300円を、それぞれ1150円、1050円、900円)を発売する。割引率は従来の回数券を踏襲しているが有効期限は1ヶ月短くなった。
また鉄道事業者によっては切符型ではなく磁気カードやICカード形式の回数券を導入している。利用する時は直接自動改札機に投入ないし接触させるが、複数人で同時に使用する場合は自動券売機にて紙の切符と引き替える。これらのカードは「回数カード」「回数券カード」などと呼ばれる。仙台市交通局や阪急電鉄、阪神電気鉄道など、鉄道事業者によっては切符型の回数券は廃止して回数券をカード形式に限定し、切符型の回数券の発行を廃止したところもある。また、名古屋市交通局、愛知高速交通、名古屋臨海高速鉄道や遠州鉄道では開通時から、またはSFシステム導入時にカードのプレミアムを回数券の代替と位置づけて回数券の発行を停止したり、最初から発行していない場合もある。旧大阪市交通局ではそれまで区間毎に発行していた回数券を廃止し地下鉄・バス共通の「回数カード」と呼ばれる10%のプレミアムを付けた減額式乗車カードを発行しており、大阪メトロとなった現在でも利用区間を指定した回数券は北急連絡回数券を除いて発行していない。その一方で、これらの形式で回数券を導入した事業者であっても特定の交通機関でしか利用出来ない事などから汎用性の高い乗車カードへ移行した事業者もある。東急世田谷線のみで利用できたせたまるや東急トランセの渋谷・代官山路線のみで利用できたトランセカードはいずれもPASMOへ移行する形で廃止されている。
有効期間は、ほとんどの事業者が3か月間（または発売日の翌月から起算して3か月目の月末日、すなわち月初めに購入すれば4か月弱使用できる）だが、1990年代初めまでは関東を中心に1か月間や2か月間の事業者が多かった。新京成電鉄や江ノ島電鉄は最後まで有効期間を2か月間としていたほか、2020年4月からは小田急電鉄(小田急チケット10)も2か月としていた。通信学校用の通学回数券と和歌山電鐵・北陸鉄道・ひたちなか海浜鉄道では6か月にしている。
阪急電鉄と阪神電気鉄道では、金額が同一の回数券については相互で利用できる。この相互利用は阪急・阪神経営統合に伴うサービスとして打ち出された（2019年10月現在の該当区間は190円、270円、280円、320円、380円、400円区間）。ただし、違う会社の自動改札機に直接投入することはできず、乗車する駅の自動券売機で予め引き換える必要がある。また、両社とも2018年10月より、自動券売機で回数カードを切符に引き換えた場合、その切符は引き換え当日のみ有効とすることに制度が変更された。
大手私鉄では名古屋鉄道を皮切りに、京阪電気鉄道、西日本鉄道、東武鉄道、阪神電気鉄道、相模鉄道、東京地下鉄（東京メトロ）、西武鉄道、東急電鉄、南海電気鉄道、阪急電鉄、京王電鉄、近畿日本鉄道、京成電鉄、京浜急行電鉄が普通回数乗車券の販売を終了した。小田急電鉄では2020年3月31日に普通回数乗車券の販売を終了し、翌日より10枚つづりの企画回数券「小田急チケット10」を発売したが、これも2022年7月31日で販売を終了した。これによって大手私鉄の普通回数乗車券は全廃となった。
その他の私鉄・第三セクター鉄道でも順次普通回数乗車券の販売を終了する動きが出ており、江ノ島電鉄と愛知環状鉄道が2021年12月31日、叡山電鉄が2022年3月31日、新京成電鉄が同年8月31日、山陽電気鉄道が2023年3月31日、首都圏新都市鉄道（つくばエクスプレス）が同年12月30日、舞浜リゾートライン（ディズニーリゾートライン）が2024年3月15日、神戸電鉄が同年4月30日、横浜高速鉄道が同年6月30日に普通回数乗車券の販売を終了した。
なお一般用回数券を廃止した会社でも、障害者割引と通信学校・放送大学用通学回数券に関しては、社会福祉的な意味合いやポイント還元が煩雑である事から当面発売を継続している。ただし、西鉄・西武・南海・阪急・阪神・神戸高速鉄道・能勢電鉄は通学用回数券を含めて廃止された。

#### 乗り越した場合の精算方法
多くの事業者では、普通乗車券とは違って、回数券は利用区間が指定されており、その区間にある駅であればどの駅でも乗降車は可能であるが、下車駅がその区間に含まれない場合は、同じ運賃であってもその区間の末端駅（途中から分岐する場合は分岐駅）から下車駅までの普通運賃を精算しなければならない。
例えば、JR東海道本線の横浜駅から品川駅までを利用しようとして乗車券を購入したものの、恵比寿駅で降りる場合、普通乗車券で利用した場合横浜 - 品川間の普通運賃と横浜 - 恵比寿間の普通運賃の差額の100円を精算すればよいが、横浜 - 品川間の回数券で利用した場合、品川 - 恵比寿間の普通運賃160円を支払う必要がある。(参考：横浜 - 品川間290円〈普通運賃〉+160円=450円相当、横浜 - 恵比寿間390円）。もっとも、JRの運賃制度上、分割購入のほうが安い区間も多々あり、そのような事例で回数券を利用すれば、実際に降りずとも分割した状態の運賃を適用することが可能である。例えば、このケースで下車駅が新宿駅の場合、品川駅 - 新宿駅間の運賃200円を精算することになるので、通常運賃550円のところ490円相当で乗車できる。
ただし、東京地下鉄（東京メトロ）・都営地下鉄・横浜市営地下鉄・東急電鉄等や関西の私鉄・地下鉄などでは上記の利用区間指定式ではなく区間運賃額面式の回数券を発行している。この場合、購入した駅にかかわらずその社局線内のどの駅からでも利用可能で、乗車した駅から額面以上の駅まで乗車した場合には、乗車駅から下車駅までの運賃と額面との差額を精算することになる。ただし、有効線区は発行元の社局線のみで、普通乗車券の場合のように他線区から乗り入れた際の剰余分を精算額に含ませることはできない。
例えば、東京地下鉄の渋谷駅から新橋駅までを利用しようとして乗車券を購入したものの、西船橋駅まで乗り越した場合、普通乗車券で利用した場合でも、170円区間の回数券で利用した場合でも、渋谷 - 新橋間の普通運賃と渋谷 - 西船橋間の普通運賃の差額の110円を精算すればよい。なお、この方式を採用する事業者では、乗り越し額精算時に回数券を金券として使用できる場合がある（例：大阪梅田駅で180円区間の乗車券で乗車→390円区間の京都河原町駅で降車時、差額210円を180円回数券+現金30円で支払うことができる）。
長野電鉄のように、窓口では利用区間指定式・券売機では区間運賃額面式で発券しながら、精算時にはすべて利用区間指定式に準じた扱いを行う社局もある。
例外として、泉北高速鉄道と南海電気鉄道との直通回数券の場合、南海線内の利用は中百舌鳥駅起点での運賃で判断されるため、「難波駅 - 中百舌鳥駅 - 泉北線内」の回数券で、「河内長野駅 - 中百舌鳥駅 - 泉北線内」での利用も可能であった（連絡回数券は乗継割引拡大により廃止）。
事業者によっては、磁気券（回数券・定期券・磁気乗車カード・普通乗車券）を2枚（区間が連続していれば回数券+回数券、定期券+定期券なども可。他、事業者により一部条件あり）同時に自動改札機に投入することで、自動的に精算処理がなされる場合もある。首都圏ではパスネットを導入していた各事業者が対応していた。最近は磁気乗車カードの利用終了やIC乗車カードの普及で大きくは告知していないが、この制度は現在も利用可能である。
なお、回数券を使用しない方が安価に済むなどの事情がある場合、回数券の利用を取り消して発駅からの運賃を別途支払うことを認める事業者もある。この場合、回数券は後日再利用できる（回数券使用時の旅行中止についても同様の取り扱いとなる）。

### バス
バス事業者の場合、先のJRグループ以外の鉄道事業者と同様に一定の区間を区切って発行する場合と、「金券式回数券」と称して同一運賃帯に有効な回数券を発行する場合がある。なお、バス事業者の場合においては区間を区切って発行する場合と、金券式の場合とで有効期限に差異がみられることがある。また、金券式の一部は利用できる金額が発売額を上回る場合があり、乗車時に1回の乗車で全額を使い切ることが道路運送法の「運賃の値引き」に該当するため、拒否される場合がある。これは事業者ごとに解釈が変わり、表紙などに「n枚以上の同時使用禁止」と明示される場合を含め、事前に確認が必要がある。
バス会社や地域で、独自の形態の割引が設定されている回数券も見受けられる（後述）が、利用期限が定められていたり、特定日・特定区間・特定対象者しか使用できないこともある。また、長野県のアルピコ交通（旧松本電鉄バス・諏訪バス・川中島バスの白馬地区の路線のみ。旧川中島バスの長野市内の路線については下記参照。）では、回数券は券面の10倍の発売額で13枚つづりの金券式回数券のみ発売している。
東京圏において発行されていたバス共通カードは、個々の事業者が発行する金券式の回数券と同じように扱われていた。
複数の事業者で共通利用できる回数券もあり、例としては
- 京都市域の「京都市域バス共通回数券」（1976年10月から発行されており、2012年5月現在では京都市交通局・京阪バス・京都バス・京阪京都交通・阪急バス・西日本ジェイアールバス・ヤサカバス・京北ふるさとバス・京阪シティバス各社局バスの京都市域を含む区間に乗車できる）
- 徳島県徳島市近辺をエリアとする徳島バスでは、徳島市をエリアとする徳島市営バス、鳴門市をエリアとする鳴門市地域バスに共通利用できる。
- 長野県長野市近辺をエリアとする、川中島バスと長電バスでは、両社発行の回数券が交互に利用できた。現在はアルピコ交通（旧川中島バス）は全面的に、長電バスは長野市・須坂市内の路線においては全面的にバスICカード「KURURU」に移行しており、利用は2013年9月30日をもって、払い戻しは2014年3月31日をもって終了している（長電バスでは、長野市・須坂市以外の営業エリアの市町村では引き続き回数券が利用できる）。
- かって山梨県甲府市近辺をエリアとする、山梨交通と富士急山梨バス（現：富士急バス）においては、両者の路線が平行して走る区間において、山梨交通発行の紙の回数券が富士急山梨バスでも利用できた。2015年に問い合わせたところ、現在はそのような取り扱いはしていないとの回答を得た。
- 2006年3月まで、秋田市を事業エリアとする秋田市交通局と秋田市および男鹿潟上南秋地区周辺を事業エリアとする秋田中央交通の回数券は相互に利用できた。
- 長崎県をエリアとする長崎自動車・長崎県交通局・島原鉄道・西肥自動車・佐世保市交通局では、この5社局（およびそれらの子会社・委託運行事業者）で共通に使用できる回数乗車券を1987年12月から2004年9月まで発行していた。長崎スマートカードを代替に廃止されたが、同カードではこの5社局に加えて長崎電気軌道・松浦鉄道でも共通利用を実現している（なお、長崎スマートカードも設備の老朽化などを理由に2020年9月末までにすべての事業者で廃止された）[注 12]。

2000年代以降はICカードを用いた回数券も普及している。PASMOは鉄道と共通して使え、「バス利用特典」によって、1か月のバス利用額に応じたプレミアを上乗せして、回数券の機能を踏襲している（相互利用できるSuicaも鉄道利用にはプレミアがつかないがバス利用の場合は同じ）。なお、ICOCAは「普通乗車券」扱いであり、バスと相互利用できてもプレミアはつかない。なお乗車カード導入により紙製の回数券の販売を終了している事業者も遠州鉄道・京阪宇治バス・福島交通・川中島バス等々存在している。

#### バス回数券の種類
区間式
指定された停留所区間、またはその区間内で有効。2枚 - 11枚で発売される。高速バスにはこのタイプが多い。有効期限がある場合とない場合がある。
金額式
ある決まった運賃分の券を11枚綴りなどで販売する（例えば270円券の11枚綴りを2700円で販売、等）。有効期限はない場合が多い。事業者にもよるが、券面額10円ごとに種類が分けられていて種類が多い場合、車内では購入できず、窓口でしか購入できない券種もある。昭和自動車では、専用の券売機で好きな額の11枚綴り回数券を買うことができる。堀川バスでは、その路線で需要が多い区間によって、車内で販売する回数券の種類を変えている。
金券式
金数式ともいう。10円券・20円券・100円券などを1冊にまとめて1冊1,000円(券面合計は1100円)や2,000円(券面合計は2200円)といった、きりのよい金額で販売する場合と、10円・100円といった券を11枚まとめて10枚分の値段で販売する場合がある。使用区間に制限はないが、使用枚数に制限のある事業者もある。有効期限はない。異なる運賃区間で使用でき、金額式のように種類を揃える必要がないため、このタイプを発売する事業者が多い。
バスカード
金券式回数券を磁気プリペイドカード形式にしたもの。導入時に専用のカードリーダ・ライタが必要になってくるものの、金券式回数券を複数枚投入することによる乗務員の確認の負担が軽減される。基本的に使い切り形式で、残額がゼロになると使用出来なくなる。磁気情報の書き換えによるカードの偽造が発生する恐れがあり、後述のICカード形式に切り替える事業者も多い。
ICカード
磁気式バスカードをさらに進化させて、運賃箱にタッチするだけで簡単に利用できる。磁気カードと違い、チャージすることで再利用でき、狭い挿入口にカードを入れる不便も解消した。しかし、導入経費がかさむため、大手事業者や自治体の補助が受けられる事業者に限られている。積み増した金額に応じて積み増し時にプレミアム分を付与する場合と、利用した金額に応じてポイントを後から付与する場合などがある。

#### その他のバス回数券の種類
通学回数券
バス会社が指定する学校の生徒で、通学の際に利用できる回数券。通信制大学や放送大学の受講生も対象であるケースもある。青森市営バスの学生・生徒専用バスカードもこれにあたる。
バス利用促進用回数券
毎月1日だけ、1日と15日だけなど特定日のみ使用できる回数券である。バスの利用を促すため、一般の回数券より割引率が高い。例としては静岡県のバス事業者がそれぞれ販売する「ゼロの日回数券」や、長野県内の主なバス会社が毎週水曜日の「バス・電車ふれあいデー」にあわせてそれぞれ販売している回数券の他、栃木県宇都宮市内を発着するバス会社や、福島県内の主なバス会社などで見られる(福島交通のNORUCAは、一般利用時分のチャージと、この枠で利用できる分のチャージが1枚のカード内で別枠で行われる)。
昼間回数券
乗車需要が落ち込む昼間に限って利用できる回数券。「買物回数券」と呼ばれる場合もある。通用時間帯は事業者によって異なるが、概ね9時または10時から16時の間のみ有効。土曜・休日は終日利用できる事業者もある。通用時間帯の判定が、乗車時刻を基準とする会社と降車時刻を基準とする事業者が混在しており、さらに乗車時刻が16時以前の場合、降車時刻が16時以降でも使用できる事業者と、降車時刻が16時以降では（交通事情により定刻から遅れても）使用できない事業者があるので、利用する際は事業者に確認することが望ましい。
往復回数券
指定された区間を往復する場合、往復割引運賃で発売される。主に各空港と最寄の市内地を結ぶリムジンバスや、先述の高速バスで見受けられる。往復1人分・2枚をセットで発売する場合・数枚をセットで発売する場合や、有効期限があるタイプ・ないタイプ等、種類が色々ある。
定期回数券
定額の定期乗車券を回数券方式にしたもの。定期乗車券とは異なり、使用出来る回数に上限があり、期限内に使い切ってしまった場合は再度購入する必要がある。かつて存在していた京阪宇治交通のくずは地区や、現在でも京阪バスなどの一部事業者で設定。京阪宇治交通の定期回数券は50枚綴りで、通常の定期券よりもやや安めに設定されていた。降車の際に氏名と年齢が記名されている表紙を乗務員に見せ、切り離した副券を運賃箱に投入する方式である。海外の交通機関の「定期券」と称する乗車券は、鉄道、バスに限らずこのタイプが多い。秋田中央交通では、2路線乗継の場合に発行できる「乗り継ぎ回数券」を販売している。

### 船舶
旅客船、フェリー等においても、鉄道やバスと同様に回数券式の乗船券を発行している。多くは割引付きである。なお、フェリーにおいては、乗船券相当の券を「自動車航送券」と称することが多く、この際の回数券は「回数自動車航送券」と称する。

### 航空会社
日本の航空会社の場合、かつては回数航空券が、一般に発行される割引率が高い切符として知られていた。また、鉄道事業者のものと異なり、記名式かつ切り離し無効であった（そのため金券ショップでは会員制とした上で、回数券を借りる形で回数券がバラ売りされていた）。
航空会社の回数券は、当初6回分を1冊とした回数券が全区間で発行されていたが、その後4回分で1冊とされた。
後に、予約変更は不可ながら前日まで購入できる特定便割引や早期購入割引等、回数券以外にも割引率の高い各種運賃が普及したことに加え、表紙片を搭乗手続きの際に毎回見せる作業が航空券の全面電子化の流れに対応できないこともあって徐々に縮小され、2008年度上半期の運賃から日本航空（JAL）・全日本空輸（ANA）ともに4回回数券を廃止したことで、航空会社の回数券は全廃された。
ただ、現在では両社ともに自社のクレジットカード会員に限定して、記名式・2券片・90日間有効・自社便への変更可という、回数券に類似した航空券を発売している。また、企業向けオンライン予約システムの契約先だけが利用できる、同様の回数割引運賃も用意されている。

## 払い戻しに関する規定
回数券を払い戻す場合には、基本的に「発売額から使用した枚数（額面）分を差し引いた額」が払い戻される。例えば、1,000円区間の11枚綴り回数券（10,000円）を5枚残った状況（6枚を使用）で払い戻す場合は、10,000円から、6,000円を差し引いた4,000円が払い戻し額となる。通常、これに手数料を差し引いた額が払い戻される。クレジットカードで購入した回数券を払い戻す場合は、回数券を購入するときに使ったクレジットカードと、カードお客さま控えが必要となり、クレジットカード会社を通じて払い戻しが行われるので、現金での払い戻しは行われないことに加え、購入箇所でないと払い戻しの手続きができない。
また、事業者側の都合（路線の運休・廃止や回数券の廃止等）による場合や、新規路線開業などによる場合は、使用した割合に応じて計算する。「発売額に、残券（残額）を発券枚数（利用できる額面の総額）で除した数を乗じた額」が払い戻される。手数料は徴収しない。上記の例の場合、10,000円に、5/11（0.4545）を乗じた4,545円が払い戻しの基準額となる（実際には10円未満の端数は整理する）。
払い戻しには表紙が必要とする事業者もある。
なお、鉄道では、不通等により5日以上連続で列車の運行ができない区間を含む回数券の場合、上記に基づく払い戻しのほか、有効期間を延長することもできる。

## スペインの回数乗車券
バルセロナ地下鉄には乗車券を10枚セットにした回数券T-casualや、複数人で使用できる8枚セットの回数券T-familiarなどがある。